# Gert Tinggaard Svendsen
Gert Tinggaard Svendsen (født 31. august 1963 i Holstebro) er en dansk professor i offentlig politik og har en ph.d.-grad i Økonomi samt en kandidatgrad i politologi. Han er tilknyttet Institut for statskundskab ved Aarhus Universitet og underviser på bachelor- og kandidatniveauet såvel som i ph.d.-kurser. Tidligere har han været ansat på Aarhus School of Business som adjunkt og lektor.
Ved siden af undervisningen forsker Svendsen i bl.a. social kapital, hvor han er formand for et projekt kaldet SoCap, der er finansieret af blandt andre Verdensbanken med henblik på at kunne bekæmpe fattigdom i ulandene. Derudover forsker Svendsen inden for blandt andet public choice-teori, lobbyisme og klimapolitik.
I år 2016 blev Gert Tinggard Svendsen slået til ridder af Dannebrog, da han blev tildelt ridderkorset af Dannebrogordenen, for sin forskning indenfor social tillid.